# Victor Guérin
Victor Guérin (Parigi, 15 settembre 1821 – Parigi, 21 settembre 1890) è stato un archeologo e geografo francese.

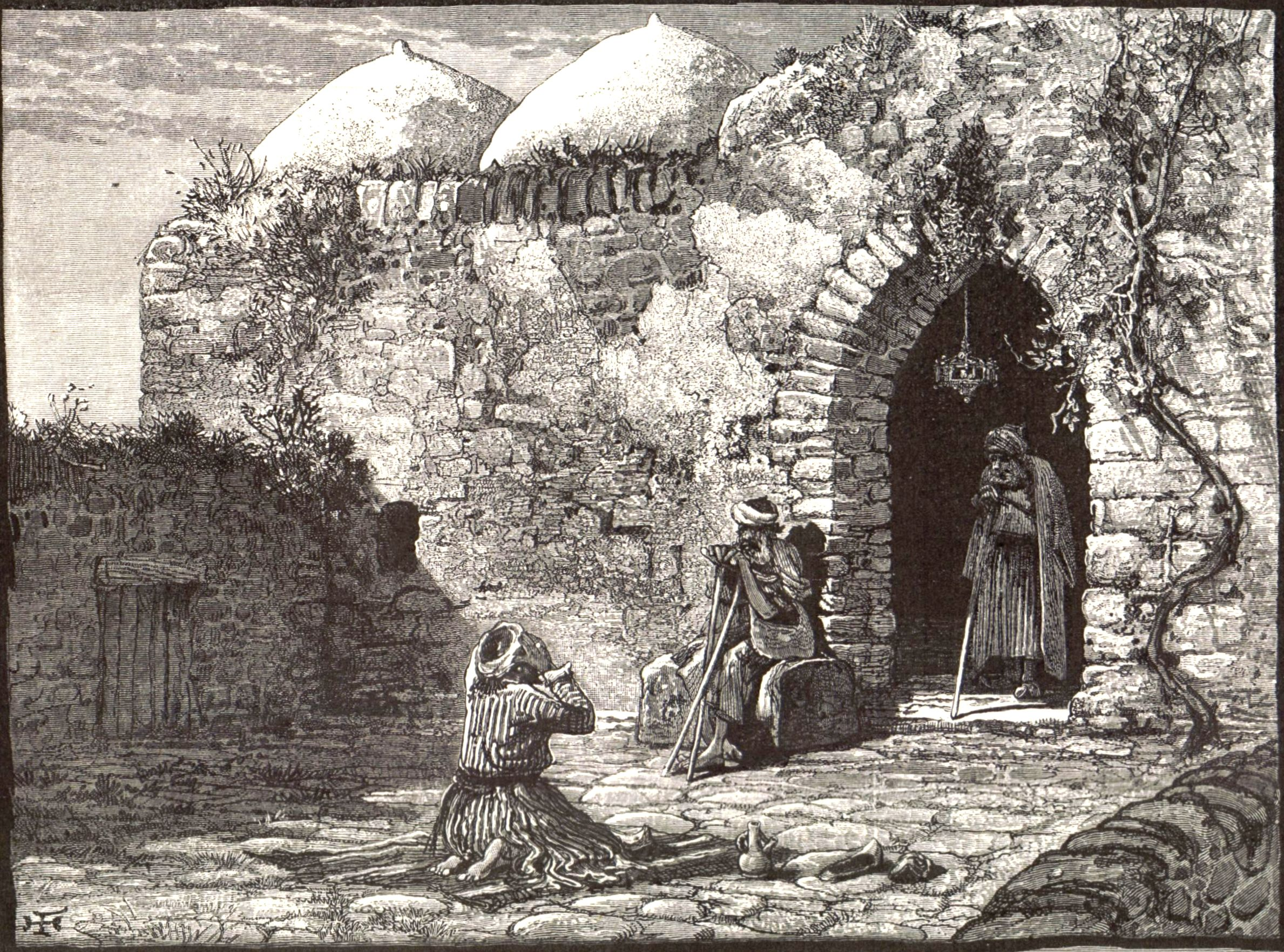
Tomba del profeta Giona a El-Mechhed (antica Gath-ha-Hepher, in Victor Guérin, La Terre Sainte, 1882-1884

Condusse diverse missioni scientifiche in Nord Africa e in Vicino Oriente.

## Biografia
Diplomatosi alla École normale supérieure di Parigi nel 1840 per circa dieci anni lavorò come professore di retorica in diversi collegi e licei, tra i quali il liceo di Algeri (1850). In questo periodo ebbe dunque occasione di viaggiare per l'Algeria per motivi di studio e di entrare in contatto con arabi, mauri e berberi. Nei suoi rapporti con loro coltivò un reciproco rispetto, pur senza rinunciare alle proprie convinzioni cattoliche.
Fu professore aggregato in lettere nel 1850 e nel 1852 fu distaccato all'École française d’archéologie d’Athènes. Al suo ritorno in Francia, redasse la sua tesi sull'isola di Rodi.
Dopo questa prima missione in Grecia, viaggiò spesso in Oriente, dopo un breve passaggio nelle università di Lione e di Grenoble come professore di letteratura straniera. Nel 1878 entrò nell'institut catholique de Paris.

## Opere

Carta della Palestina di Guérin, con i luoghi da lui visitati (1881)

Compì numerose esplorazioni nelle isole greche, in Asia Minore, in Egitto, in Nubia, in Tunisia, in Siria, nel Libano e, soprattutto, in Palestina. In alcuni casi, inizialmente, ebbe l'aiuto finanziario del duca di Luynes. Le ricerche che gli furono affidate riguardavano principalmente la storia, la geografia e l'archeologia. Al ritorno di ciascuna di queste missioni, ne pubblicò i risultati in diversi scritti. Vinse un premio dell'Accademia francese delle scienze per la sua opera in 7 volumi La Terre Sainte: son histoire, ses souvenirs, ses sites, ses monuments.
Fu tollerante e insieme prudente e tentò di convincere la Francia che "in Oriente quasi tutte le questioni politiche divengono nello stesso tempo questioni religiose". Si racconta anche che al momento della conquista della Tunisia da parte della Francia, nel 1881, i comandanti della spedizione avessero portato con loro i testi di Guérin e avessero dichiarato di dovergli la presa di Kairouan.
Nelle sue opere si preoccupò di identificare siti archeologici e di ricostruirne la storia. Usò come fonti la Bibbia, miti greci e anche del Talmud ebraico.  Tenne conto anche degli scritti dei viaggiatori ebrei, come Beniamino di Tudela, o Isacco Chelo, e dei risultati di altri esploratori e studiosi contemporanei, come Edward Robinson e Titus Tobler.

## Pubblicazioni
- Voyage dans l'Île de Rhodes et description de cette Île, Paris 1856.
- "Description des deux premières cataractes du Nil", in Bulletin de la société de géographie, décembre 1858
- Voyage archéologique dans la Régence de Tunis, H. Plon, Paris 1862, 2 volumi.
- Description géographique, historique et archéologique de la Palestine, Imprimerie Nationale, Paris 1868-1880, 3 parti in 7 volumi
- La Terre Sainte, Paris 1881-1883 (2 volumi)
- Jérusalem : son histoire, sa description, ses établissements religieux, Paris 1889.
- La France catholique en Égypte, Tours 1892.
- La France catholique en Tunisie, Paris 1893.